# Gara Belcești
Gara Belcești este o stație de cale ferată care deservește comuna Belcești, județul Iași, România.